# 2. Magyar Filmhét
A 2. Magyar Filmhetet a Magyar Filmakadémia (MFA) rendezte 2016. március 1. és 6. között, a Magyar Nemzeti Filmalap és a Nemzeti Média- és Hírközlési Hatóság támogatásával. A Filmhét záróeseményeként, a Nemzeti Színházban tartott gálán adták át 6 műfaji és 12 alkotói kategóriában a Magyar Filmdíjakat, valamint a Filmakadémia különdíját.
A filmfesztiválra 2016. január 18-ig lehetett nevezni olyan alkotásokkal, melyek 2015. január 1. és december 31. között kerültek moziforgalmazásba vagy televíziós sugárzásba, illetve nemzetközi filmfesztiválon versenyben vagy versenyen kívül szerepeltek. Tekintettel arra, hogy a 2014 októberében megtartott 1. Magyar Filmhéten nem került sor díjazásra, az akkor nevezett filmek automatikusan részt vettek a megmérettetésben. Mivel finanszírozási gondok, majd a Magyar Filmszemle megszűnésével 2011 óta nem volt magyar filmes verseny, a nagyjátékfilmek esetében a 2012. február 5-től forgalomba került alkotások nevezését fogadták el.
A kijelölt határidőig 271 darab, 2015-ben készült filmet neveztek hat kategóriában: 19 nagyjátékfilmet (plusz 22 korábbi 2012–2014 közötti alkotást), 13 tv-játékfilmet, 70 kisjátékfilmet (max. 40 perc), 37 animációs filmet, 76 dokumentumfilmet, valamint 34 ismeretterjesztő filmet. Közülük a Filmakadémia által kiválasztott ötfős előzsűri állította össze a hivatalos versenyprogramot, melyet 2016. február 1-jén jelentettek be. A végső, tizennyolc (6 filmes és 12 alkotói) kategóriában öt-öt alkotást, illetve művészeket tartalmazó jelölések listáját március 5-én, a díjátadó előtti napon hozták nyilvánosságra. Versenyprogramon kívül 3 nagyjátékfilm és 4 animációs film vetítésére került sor.

## A rendezvény
Az 1. Magyar Filmhét idején a frissen alakult Filmakadémia még nem volt képes egy fesztivál megrendezésére ezért az 1. Magyar Filmhetet a Magyar Nemzeti Filmalap szervezte meg, díjazás nélkül. Úgy tervezték, hogy a Filmakadémia 2015 februárjában ejti meg a díjazást, de a szervezet bírósági bejegyzésének és szervezésének elhúzódása miatt azt előbb 2015 őszére, majd 2016-ra, a 2. Magyar Filmhétre halasztották.
A filmes seregszemle 2016. február 29-én az Uránia Nemzeti Filmszínházban az előző nap Oscar-díjat nyert Saul fia díszvetítésével nyílt meg. A rendezvényt felvételről köszöntötte Los Angelesből a film rendezője, Nemes Jeles László, a főszereplő Röhrig Géza, valamint a stáb.
A rendezvény alkalmat adott arra, hogy megemlékezzenek a közelmúltban elhunyt magyar művészekről, így a megnyitón néhány másodperc csenddel adóztak a pár nappal korábban elhunyt Psota Irén, a nemzet színésze emlékének. A 4. napon Koltai Lajos méltató szavait követően levetítették Brian De Palma által Fekete dália című filmjét, amelynek képi világa megteremtéséért az év elején elhunyt világhírű operatőrt, Zsigmond Vilmost 2007-ben negyedik alkalommal jelölték Oscarra.
A szervezők a fesztivál minden napján kiemelten kezeltek egy-egy témát, így a dokumentumfilmeket, ismeretterjesztő filmeket, a filmszakos főiskolások, egyetemisták, és pályakezdő alkotók munkáit, vagy a gyerek- és ifjúsági filmeket. 
A pódiumbeszélgetések lehetőséget nyújtottak a fesztivállátogatóknak, hogy találkozzanak egyes nagyjátékfilmek alkotóival és kérdéseket tegyenek fel nekik. 
A mustra eseményeihez vetítésekkel csatlakozott a szolnoki art-mozi. A fesztivál 3 napján vetítettek válogatást a versenyfilmekből.
A Filmhét záróeseménye az 1. Magyar Filmdíj-gála volt, amelyen a Filmakadémia tagjainak végső szavazását követően ünnepélyes keretek között osztották ki a filmdíjakat.

## Versenyprogramban
Mivel előzetes szelekció nem volt, és a díjra jelöltek szűkített listája csak az eredményhirdetés előtti napra lett összeállítva, a benevezett alkotások nagy része a versenyprogramban szerepelt. Közülük a vastag, dőlt betűvel szedettek azok, amelyek műfaji vagy alkotói kategóriák egyikében felkerültek a jelöltek listájára.

### Nagyjátékfilmek
- A nagy füzet, rendező: Szász János
- A szarvassá változott fiú kiáltozása a titkok kapujából, rendező: Vidnyánszky Attila
- Aglaja, rendező: Deák Krisztina
- Anyám és más futóbolondok a családból, rendező: Fekete Ibolya
- Argo 2., rendező: Árpa Attila
- Aura, rendező: Bernáth Zsolt
- Az éjszakám a nappalod, rendező: Dési András György, Móray Gábor
- Balaton Method, rendező: Szimler Bálint
- Bedobozolt kacatok egy Magyar litánia, rendező: Puszt Tibor
- Berosált a rezesbanda, rendező: Mátyássy Áron
- Coming out, rendező: Orosz Dénes
- Couch Surf, rendező: Dyga Zsombor
- Drága Elza!, rendező: Füle Zoltán
- Dumapárbaj, rendező: Paczolay Béla
- Fehér isten, rendező: Mundruczó Kornél
- Fekete Leves, rendező: Novák Erik
- Free entry, rendező: Kerékgyártó Yvonne
- Hajnali láz, rendező: Gárdos Péter
- Isteni műszak, rendező: Bodzsár Márk
- Liza, a rókatündér, rendező: Ujj Mészáros Károly
- LogIn, rendező: Barnóczky Ákos
- Magánterület, rendező: Kécza András
- Mancs, rendező: Pejó Róbert
- Megdönteni Hajnal Tímeát, rendező: Herczeg Attila
- Nejem, nőm, csajom, rendező: Szajki Péter
- Nekem Budapest, rendező: Ferenczik Áron, Kárpáti György Mór, Pluhár Attila, Szeiler Péter, Bálint Dániel, Szimler Bálint, Kapronczai Erika, Csuja László, Muhi András Pires, Reisz Gábor [8]
- Parkoló, rendező: Miklauzic Bence
- Pillangók, rendező: N. Forgács Gábor
- Senki szigete, rendező: Török Ferenc
- Sherlock Holmes nevében, rendező: Bernáth Zsolt
- Swing, rendező: Fazekas Csaba
- Szabadesés, rendező: Pálfi György
- Szerdai gyerek, rendező: Horváth Lili
- Szülőföld, szex és más kellemetlenségek, rendező: Kincses Réka
- Tüskevár, rendező: Balogh György
- Új esély, rendező: Czeily Tibor
- Utóélet, rendező: Zomborácz Virág
- VAN valami furcsa és megmagyarázhatatlan, rendező: Reisz Gábor
- Veszettek, rendező: Goda Krisztina
- Viharsarok, rendező: Császi Ádám
- Víkend, rendező: Mátyássy Áron

### Tévéfilmek
- A fekete múmia átka, rendező: Madarász Isti
- A kőmajmok háza, rendező: Fonyó Gergely
- Csonka délibáb, rendező: Bozsogi János
- Droszt, rendező: Radnai Márk
- Farkasasszony, rendező: Pozsgai Zsolt
- Fekete Krónika - A velencei pékinas, rendező: Pajer Róbert
- Félvilág, rendező: Szász Attila
- Hivatal, rendező: Nagy Viktor Oszkár
- Janus, rendező: Gyöngyössy Bence
- Karácsony van! Mi újság?, rendező: Nagyné Borbás Edina
- Ketten Párizs ellen, rendező: Papp Gábor Zsigmond
- Kossuth papja, rendező: Dánielfy Zsolt
- Kossuthkifli: Rabmadarak, rendező: Rudolf Péter

### Kisjátékfilmek
- 40 perc, rendező: Barcsai Bálint
- A báb, rendező: Bendó Zsuzsanna
- A fogadás, rendező: Barcsai Bálint
- A mackó, rendező: Tímári Lilla
- Akvárium, rendező: Fignár Anna
- Anna, rendező: Szikora E. Babett
- Átváltozás, rendező: Nagy Zoltán
- Az az egy gyerek, rendező: Makkos Zsófia,  Molnár Péter Miklós
- Az Elmenetel, rendező: Tóth Barnabás
- Az utolsó levél, rendező: Helmeczi Benjamin
- Betonzaj, rendező: Kovács István
- Boglárka, rendező: Badits Ákos
- Deni, rendező: Szekeres Norbert
- Ébren, rendező: Bögi Máté
- Egy nap kezdete, rendező: Teszler Tamás
- Éjjeli utazó, rendező: Becskei Gábor
- Éjszakai festés, rendező: Grosan Cristina
- En Passant, rendező: Oláh Kata
- Évforduló, rendező: Mohácsi Marika
- Fehér farkas, rendező: Szilágyi Fanni
- Felülvizsgálat, rendező: Bozzay Balázs
- Fonál, rendező: Görögh Árpád
- Furáék, rendező: Gyimesi Annai
- Gond(nok, rendező: Csörköl Zsolt
- Hagyaték, rendező: Törcsi Levente,  Kocsis Dániel
- Hajléktalan szerelme, rendező: Sipos Bence
- Hangulat-változás, rendező: Vékes Csaba
- Határ, rendező: Szabó Mátyás
- Haza kell vinni a Tibit, rendező: Zsingor Dániel
- Holdon át, rendező: Tóth Tamás
- Ideál, rendező: Benkó Tamás
- Kamaszkor vége, rendező: Szilágyi Fanni
- Karácsony előtt, rendező: Dobronay László
- Kikötő, rendező: Nagy Zoltán
- Kimenő, rendező: Tóth Gergely
- Laci, rendező: Freund Ádám
- LÁV on the MÁV, rendező: Batka Máté
- Lépj tovább, rendező: Gál Sándor
- Levél Istenhez, rendező: Topolánszky Tamás Yvan
- Levelek anyámtól, rendező: Dér Asia
- Magyar Thriller, rendező: Dömötör Tamás
- Melyiket kéred?, rendező: Zsótér Dániel
- Mindig csak, rendező: Hartung Attila
- Mirha, rendező: Rudolf Olivér
- Negatív hullám, rendező: Besenyei Zsuzsanna
- Nekem Szülőhazám! - Radnóti, rendező: Nagyné Borbás Edina
- Noire, rendező: Odegnál Róbert
- Nyomtáv, rendező: Lukács Mihály
- Piszkos Munka, rendező: Füzes Dániel
- Play/Back, rendező: Zsély Csilla
- Réka és Vivi, rendező: Jurdi Leila
- Retorzió, rendező: Füzes Dániel
- Romanian sunrise, rendező: Visky Ábel
- Sétagalopp, rendező: Freund Áron
- Sightseeing, rendező: Borbás Dávid
- Sötét kamra, rendező: Pálfi Detti
- Szabó Úr, rendező: Ferenczik Áron
- Szép alak, rendező: Kis Hajni
- Szerencsés Dickens, rendező: Balla Dávid
- Szokj hozzá!, rendező: Fehér Gáspár
- Szuper, rendező: Kőrösi Máté
- Tabula Rasa, rendező: Csoma Sándor
- Te következel, rendező: Dudás Balázs
- Terminál, rendező: Simonyi Balázs
- Tökéletes Befektetés, rendező: Simó Ibolya
- Tolvaj, rendező: Mayer Bernadette
- Váltás, rendező: Sipos Bence
- Váróterem, rendező: Táborosi András
- Viadal, rendező: Szeiler Péter
- Vidéki randevú, rendező: Dudás Balázs

### Animációs filmek
- A Férfi és a Fák, rendező: Pucz Dani, Constantinos Terlikkas
- A körömágyszaggató, rendező: Király Krisztián
- A Mesemondó, rendező: Berta Enikő
- A Négyszögletű Kerek Erdő: Szörnyeteg Lajos, jaj, de álmos, rendező: Horváth Mária
- A nyalintás nesze, rendező: Andrasev Nadja
- Az Árpádok emlékezete: III. Béla király, rendező: Jankovics Marcell
- Az ostoba Matjus, rendező: Cakó Ferenc
- Beyond, rendező: Kopasz Milán
- BlackOUT, rendező: Mészáros Bori, Rádóczy Zsuzsi
- BOXI - 10. rész - Ragaszkodás, rendező: Klingl Béla
- BOXI - 6. rész - Az Asztalon Túl, rendező: Koós Árpád
- BOXI - 7. rész - Gubanc, rendező: Gauder Áron
- Cosmic Jacuzzi, rendező: Takács Anikó
- Egy komisz kölyök naplója – 4. epizód: Betty néninél , rendező: Gyulai Líviusz
- Egy napra visszamennék, rendező: Lakos Nóra
- És ezt így hogy?, rendező: Szeiler Péter
- Gyurmók - Van köztünk egy színes, rendező: Kapitány Frigyes
- Hát(m)ilyenek a koalák, rendező: Szórádi Csaba
- Házibuli, rendező: Bárány Dániel
- Hey Deer!, rendező: Bárczy Örs
- Hoppi mesék – A titokzatos levél, rendező: Rofusz Ferenc
- Hugo Bumfeldt, rendező: Bognár Éva Katinka
- Kojot és a szikla, rendező: Gauder Áron
- Let's play, rendező: Pataki Szandra
- Machos, rendező: Carlos Rufas Giribets
- Manieggs-Egy kemény tojás bosszúja, rendező: Miklósy Zoltán, Herkó Attila
- Nagyi Meséi: Meló, rendező: Hegedűs László, Hegedűs Hanna Léna
- Out of Order, rendező: Carlson Hanna
- Random Walks, rendező: Tompa Borbála
- Új hős menti meg a Földet, rendező: Gacs Júlia
- Ujj a ravaszon, rendező: Kántor Péter
- Városi legendák: Indifferens, rendező: Glaser Kati
- Vastojás, rendező: Traub Viktória

### Dokumentumfilmek
- 1989 - Határon, rendező: Ràcz Erzsébet, Anders Østergaard
- A boldog festő – Müller Árpád, rendező: Dombrovszky Linda
- A csepeli kettős gyilkosság - hatalmat mindenáron, rendező: Csarnai Attila, Géczy Dávid
- A háború mindennapjai I-II., rendező: Erdélyi János
- A norvég Prímásnő, rendező: Buda János, Lovas Hajnalka
- A város szerelmese - Finta József portré, rendező: Kovács László
- Adj nekem egy Bírót!, rendező: Gerebics Sándor
- Ámos Imre,  az Apokalipszis festője, rendező: Petényi Katalin
- Anna, rendező: Domán Dániel
- Anyám levelei Sztálin elvtársnak, rendező: Mészáros Márta
- Az elveszett európai, rendező: Sipos József
- Az újjászületett Farkas utcai templom, rendező: Maksay Ágnes
- Az utolsó kupadöntő, rendező: Zámborszki Ákos
- Azok, rendező: Meggyes Krisztina
- Birodalmi áldozatok - áldozatbirodalmak, rendező: Seres Tamás
- Budapest ostroma, rendező: Babos Tamás
- Cinema Inferno, rendező: Novák Tamás
- Csillaghálóban – Emlékek Pilinszky János európai útjairól, rendező: Mispál Attila
- Dona da Ilha, rendező: Dér Asia
- Drifter, rendező: Hörcher Gábor
- Égjen inkább az olajmező..., rendező: Kinyó Ferenczy Tamás
- Egy passió kálváriája, rendező: Zsigmond Dezső
- Együtt, rendező: Zolnai Eliza
- Életreítéltek, rendező: Szakonyi Noémi Veronika, Vincze Máté Artur
- Elválasztva, rendező: Vincze Máté Artur
- Engedem,  hadd menjen, rendező: Lévai Balázs
- Epilógus - in memoriam Rácz Sándor, rendező: Nagy Ernő
- Erőműsziget, rendező: Dohi Gabriella, Nagy Zsófia
- Ez egy ilyen falu..., rendező: Lakatos Iván
- Ez volt a sorsom..., rendező: László Gábor
- Gondolkodj globálisan,  cselekedj lokálisan! – Teremtett világ: Visnyeszéplak, rendező: Dárday István, Szalai Györgyi
- Gyékénykoporsó, rendező: Zsigmond Dezső
- Gyurika - Egy pólós vallomásai, rendező: Káel Csaba
- Ha nem segít a Mindenható, rendező: Molvay Norbert
- Határon,  1988-89, rendező: Lukács Csaba, Marossy Géza
- Helló,  szia,  csókolom, rendező: Oláh Kata, Oláh Judit
- Hosszú útról visszatérni, rendező: Domán Dániel
- I Love Kispest - Közösségi kertek, rendező: Molnár Anita
- Időn túli hangzás, rendező: Gerebics Sándor
- Így is épült a szocializmus, rendező: Tősér Ádám
- Jelenetek egy operatőr életéből - Hildebrand István legendáriuma, rendező: Kocsis Tibor, Konecsny Emőke
- Káin gyermekei , rendező: Gerő Marcell
- Karácsonyi bárány, rendező: Kisfaludy András
- Keskenyúton Délvidéken, rendező: Tóth Gábor
- Két székely, rendező: Lukács Csaba, Marossy Géza
- Kovács-Krónika, rendező: Kovács László
- Köröstárkányi mészárlás, rendező: Vojtkó Ferenc
- Közösen a jövőért, rendező: Dobronay László
- Lejáratás és bomlasztás - a hálózat örök, rendező: Huth Gergely, Kerekes András
- Lujos (Portréfilm Kő Pál szobrászművészről), rendező: Gulyás János
- Magyar Zarándokút I-II. rész, rendező: Szitnyai Jenő
- Meleg férfiak hideg diktatúrák, rendező: Takács Mária
- „Mert hét életem van,  ebből öt ment el...”, rendező: Hajnal Gergely
- Nem tűntem el - Richter Gedeon, rendező: Spáh Dávid
- Nemzeti Dokumentumfilm, rendező: Salamon András
- Ólomkapu, rendező: Gilberto Martinelli
- Overdose - Vágta egy Álomért, rendező: Ferenczi Gábor
- Örvényben, rendező: Siflis Zoltán H.S.D.
- Párhuzamos Múlt, rendező: Farkas Antal, Lukács Csaba
- Remény és mítosz – Olasz-magyar örökség, rendező: Petényi Katalin, Kabay Barna
- Reményvasút, rendező: Trencsényi Klára
- Seb, rendező: Nagy Dénes
- Szamár-sziget rabjai, rendező: Major Anita
- Székelyföldi betyárok, rendező: Zsigmond Attila
- Szembenézés, rendező: Haragonics Sára
- Szentendre - Swamimalai, rendező: Tóth Tamás (1966)
- Szülei szeme, rendező: Varga Ágota
- tititá, rendező: Almási Tamás
- Tomi,  Ervin és az iskola, rendező: Simó Ibolya
- Történetek szórt fényben, rendező: SImonyi Balázs
- Trans Duna, rendező: Somogyvári Gergő
- Túlélés vagy népszolgálat?, rendező: Domokos János
- Újrakezdés, rendező: Csubrilo Zoltán
- Vérösvény, rendező: Kisberk Szabolcs
- Vértanúságra ítélve, rendező: Mezősi-Nagy Mariann
- World Folkloriada - Táncos magyarokkal Dél-Koreában, rendező: Kovács László

### Ismeretterjesztő filmek
- A Hold válaszolt – Portréfilm Bay Zoltánról, rendező: Simon Judit
- A kőbaltás ember – Érdi medvevadászok, rendező: Gauder Áron
- A Lyme – egy régmúlt kór hajnalán, rendező: Berta Enikő
- A nagyszerelmű város, rendező: Csukás Sándor, Oláh Kata
- A Nobel-díjas hadifogoly, rendező: Szekeres Csaba
- A természetfilm magyar találmány?, rendező: Lerner János, Nógrádi Tímea
- A Vargyas-szoros elveszett világa, rendező: Lerner János, Tóth Zsigmond Marcell
- A vers ereje-Kádár félelme, rendező: Balogh László, Agócs Sándor
- Arcok a sírból, rendező: Kiss-Stefán Mónika
- Asszonysorsok és nőszerepek az irodalomban – Ignácz Rózsa, rendező: Csukás Sándor, Oláh Kata
- Az ég felé nyitott tanterem, rendező: Székely Orsolya
- Az üvegfestő – Róth Miksa művészete, rendező: Tóth Péter Pál
- Burdosház Amerikából – Balogh Balázs néprajzkutató nyomában, rendező: Zsigmond Dezső
- Élő népviseletek, Rimóc – A gyöngyös fékötő, rendező: Székely Orsolya
- Élő népviseletek, Rimóc – A Máriás-lányok, rendező: Székely Orsolya
- Elrepülnek, rendező: Laboda Tímea
- Emberebb ember I. rész, rendező: Széles Tamás
- Hunnovációk, rendező: Kopp Krisztina
- Izland mozgásban, rendező: Jurkovics Milán
- Katonatörténet, rendező: Katona Zsuzsa
- Keletről jött emberek – A kunok, rendező: Farkas György
- Kis kamerák, nagyvadak, rendező: Tóth Zsigmond Marcell
- Magyar múmiák Albert Zink asztalán, rendező: Kiss-Stefán Mónika
- Magyar szentek és boldogok. Rózsás Szent Erzsébet, rendező: Jankovics Marcell
- Méregzöld mesék, rendező: Szabó Attila
- Migráció története I., rendező: Nagyné Borbás Edina
- Nicolas Schöffer rendkívüli világa, rendező: Gerebics Sándor
- Növényi stratégiák, rendező: Berta Enikő, Hepke Tímea
- Szobor születik... Bronzba öntött történelem, rendező: Dala István
- Szóra bírt múmia, rendező: Kiss-Stefán Mónika
- Tisza, a magyarok folyója, rendező: Pap Ferenc, Pap Zsolt
- Történet a mangalicáról, rendező: Melocco Anna
- Tromso: virágzik a sarkvidék, rendező: Jurkovics Milán
- Vad Kunság – A Puszta rejtett élete, rendező: Mosonyi Szabolcs

## Versenyprogramon kívül

### Nagyjátékfilmek
- Act/or, rendező: Berentz J. Anna, Mészáros Kitty
- Saul fia, rendező: Nemes Jeles László
- Fekete Dália, rendező: Brian De Palma

### Rajzfilmek
- A brémai muzsikusok, rendező: Cakó Ferenc
- A varjúkirály, rendező: Cakó Ferenc
- Városi legendák: Jjajj, rendező: Glaser Kati
- Városi legendák: Szeged, rendező: Glaser Kati

## Díjak
Műfaji díjak
- Legjobb nagyjátékfilm: Liza, a rókatündér
- Legjobb tv-játékfilm: Félvilág
- Legjobb dokumentumfilm: Drifter
- Legjobb ismeretterjesztő film: Vad Kunság – A Puszta rejtett élete
- Legjobb kisjátékfilm: Betonzaj
- Legjobb animációs film: Kojot és a szikla

Alkotói díjak
- Legjobb rendező: Ujj Mészáros Károly – Liza, a rókatündér
- Legjobb forgatókönyvíró: Köbli Norbert – Félvilág
- Legjobb női főszereplő: Balsai Móni – Liza, a rókatündér
- Legjobb férfi főszereplő: ifj. Vidnyánszky Attila – Veszettek
- Legjobb női mellékszereplő: Csákányi Eszter – Utóélet
- Legjobb férfi mellékszereplő: Kulka János – Félvilág
- Legjobb vágó: Czakó Judit – Liza, a rókatündér
- Legjobb hangmester: Balázs Gábor – Swing
- Legjobb operatőr: Nagy András – Félvilág
- díszlet/látvány/jelmez: Hujber Balázs, Bárdosi Ibolya – Liza, a rókatündér
- Legjobb zeneszerző: Tövisházi Ambrus, Csengery Dániel – Liza, a rókatündér
- Legjobb smink-, fodrász- és maszkmester: Horváth Csilla, Rácz Erzsébet, Kapás Nóra – Liza, a rókatündér

Különdíj: Saul fia